# Megachilidae
De Buikschuierbijen (Megachillidae) zijn een familie van vliesvleugeligen (Hymenoptera). De familie telt ongeveer 4000 soorten. Het typegeslacht Megachile draagt de Nederlandstalige naam behangersbijen.

## Onderverdeling

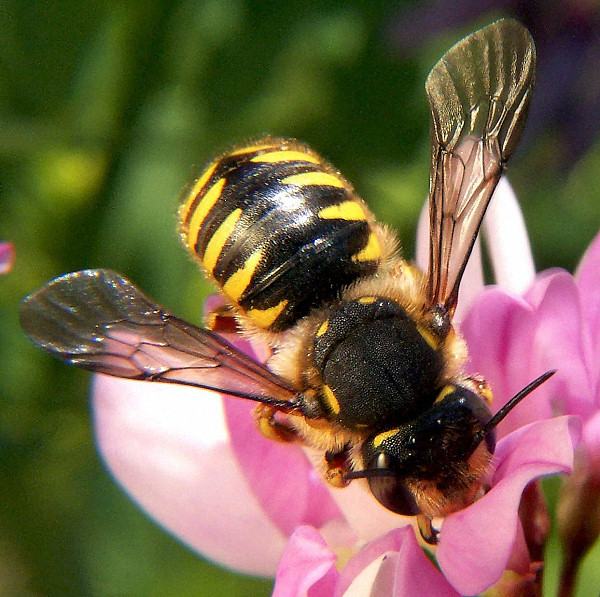
Grote wolbij (Anthidium manicatum), vrouwtje

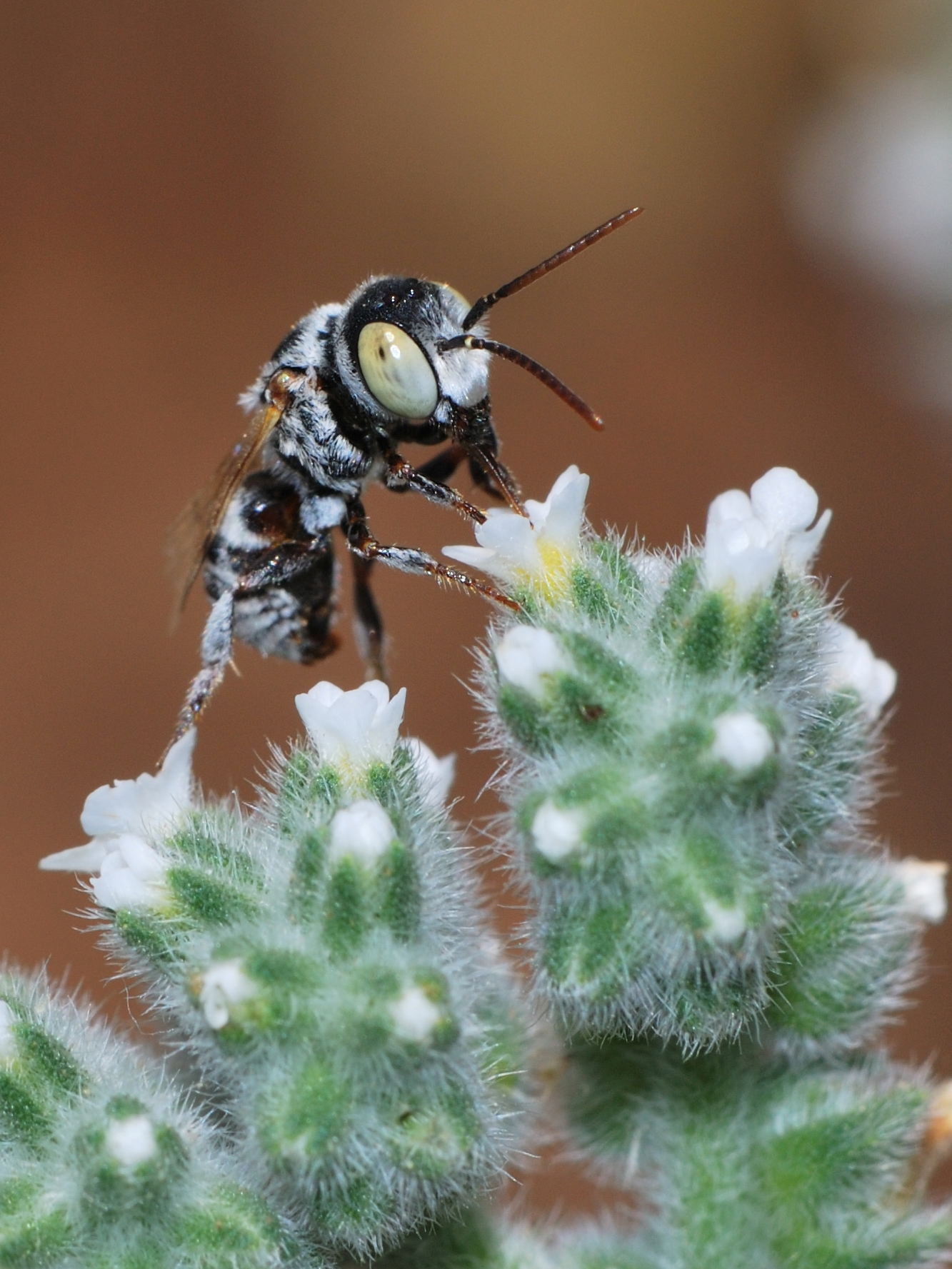
Haetosmia vechti mannetje, op Heliotroop

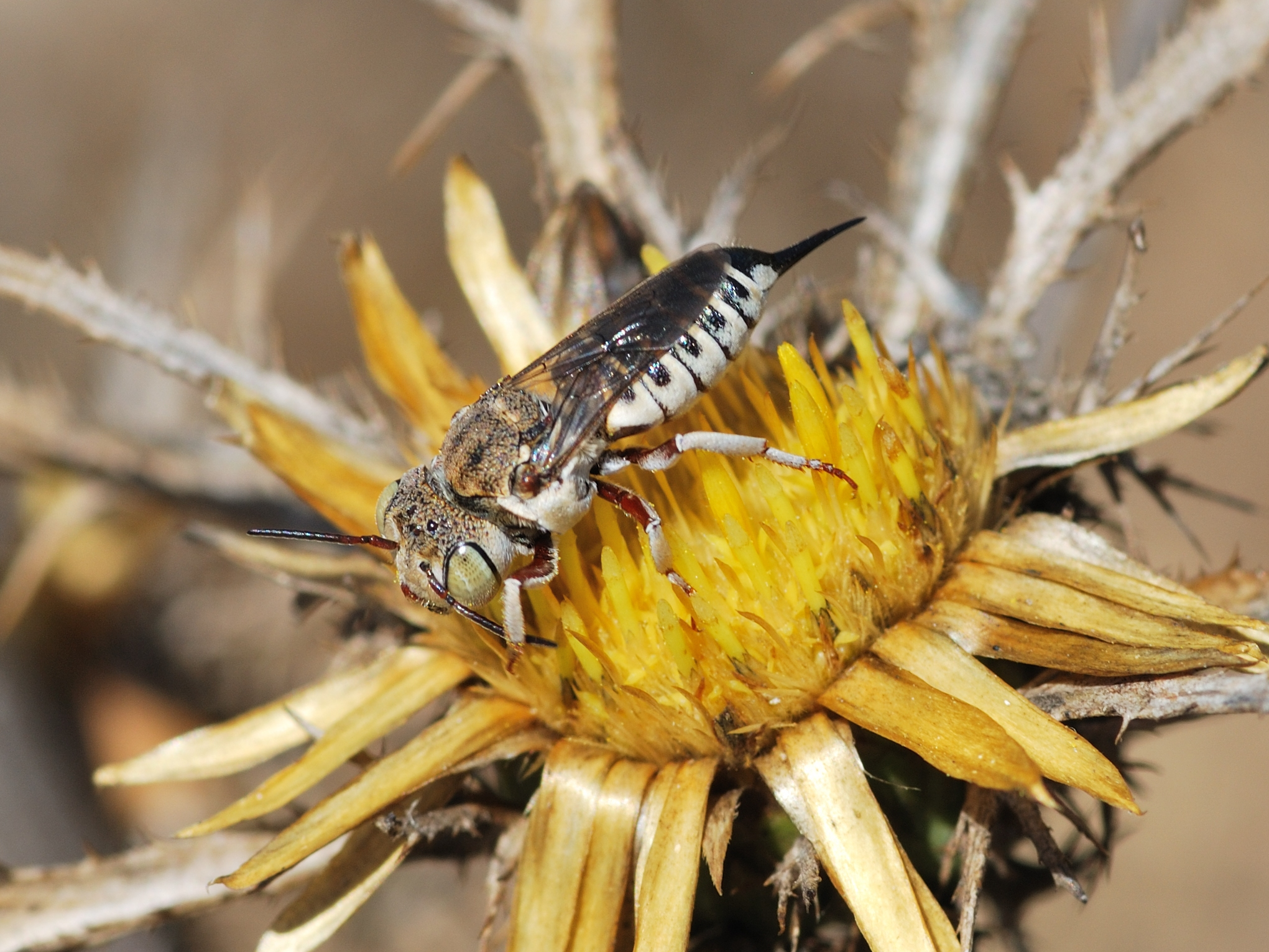
Kegelbijen (Coelioxys)-soort, vrouwtje

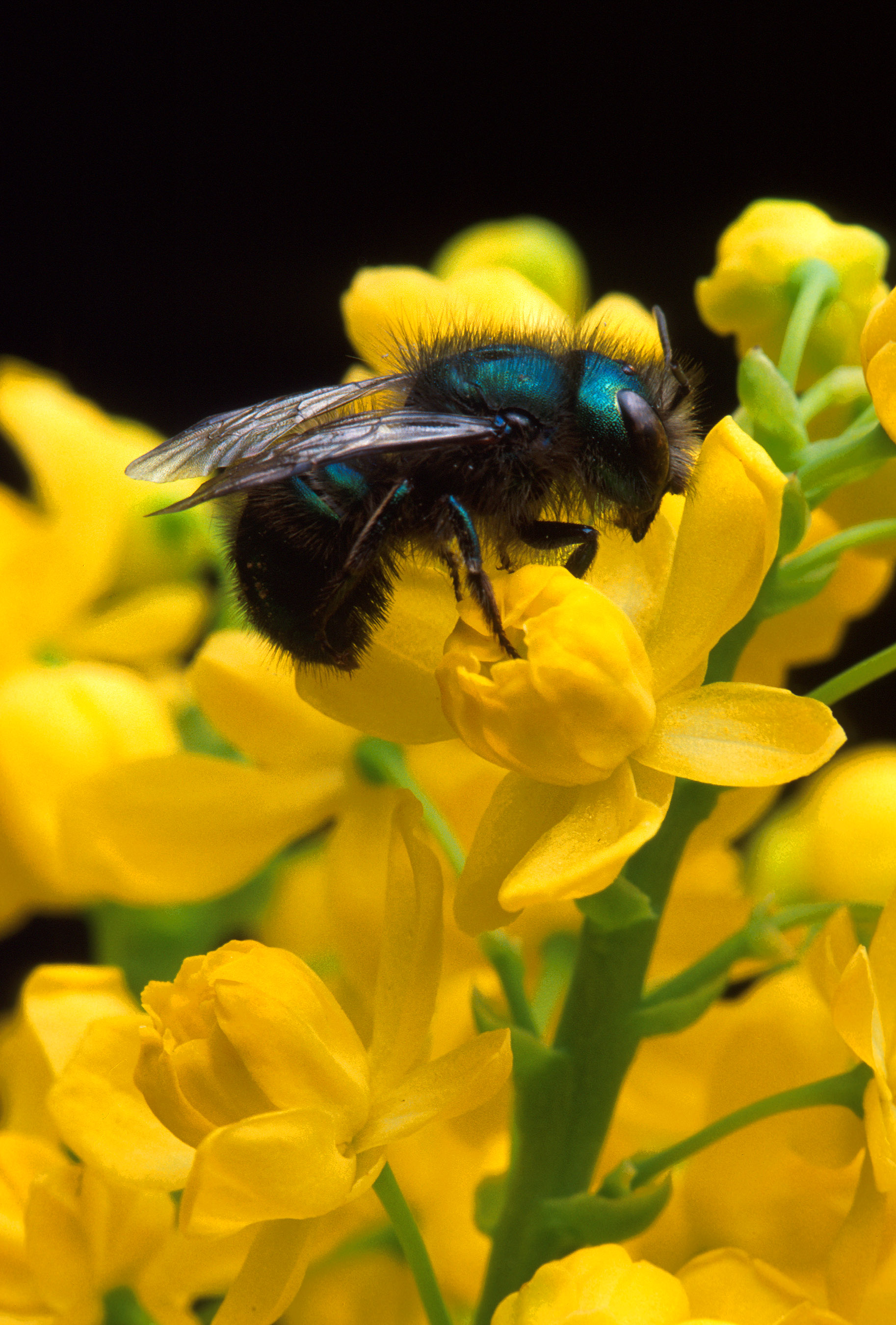
Osmia ribifloris

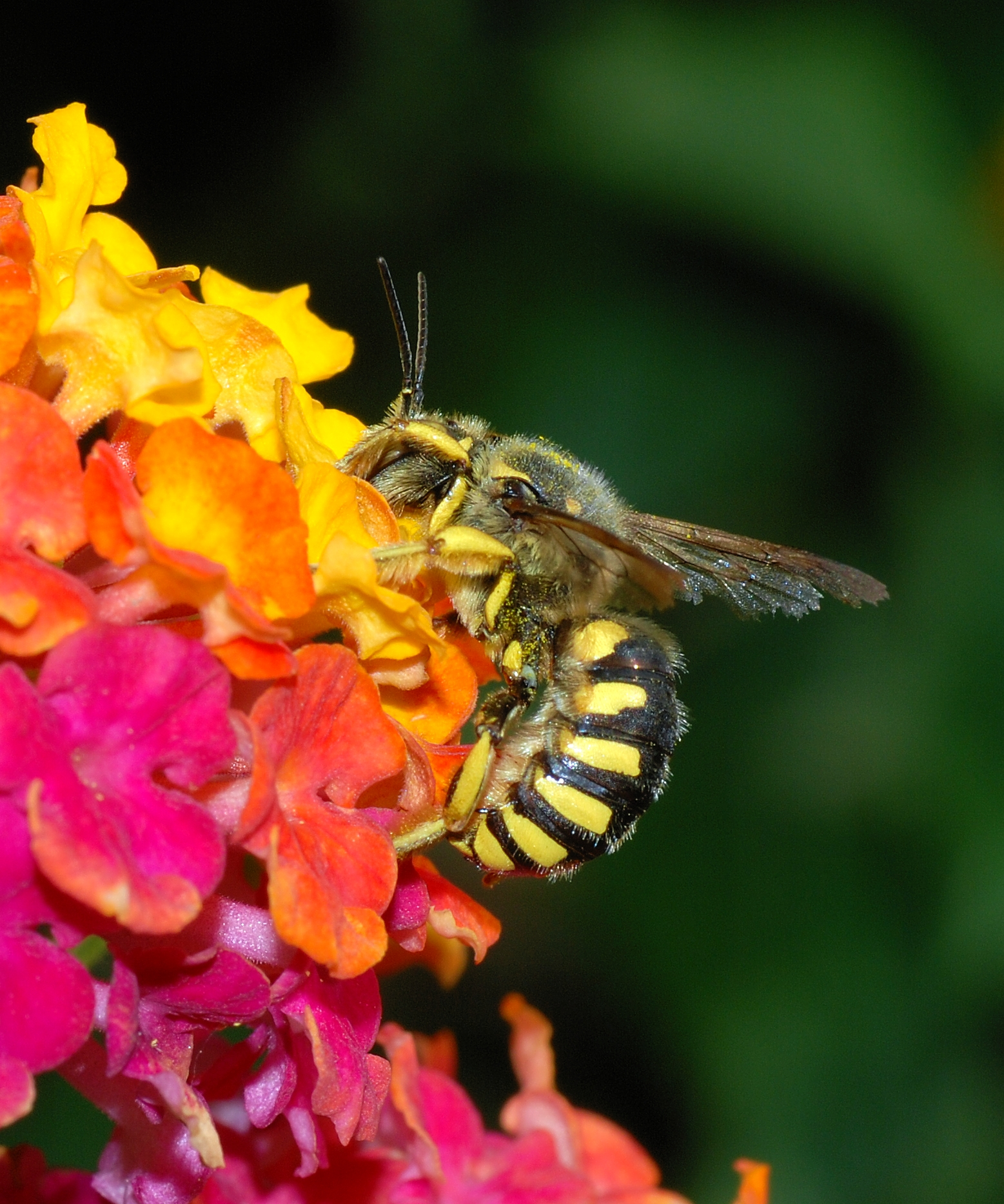
Anthidium florentinum mannetje bezoekt Lantana

- Onderfamilie Fideliinae
  - Geslachtengroep Pararhophitini
    - Pararhophites

  - Geslachtengroep Fideliini
    - Fidelia
    - Neofidelia
- Onderfamilie Megachilinae
  - Geslachtengroep Lithurgini
    - Lithurgus
    - Microthurge
    - Trichothurgus

  - Geslachtengroep Osmiini
    - Afroheriades
    - Ashmeadiella
    - Atoposmia
    - Bekilia
    - Chelostoma – klokjesbijen
    - Haetosmia
    - Heriades – Tronkenbijen
    - Hofferia
    - Hoplitis
    - Hoplosmia
    - Noteriades
    - Ochreriades
    - Osmia – Metselbijen
    - Othinosmia
    - Protosmia
    - Pseudoheriades
    - Stenoheriades
    - Stenosmia
    - Wainia
    - Xeroheriades

  - Geslachtengroep Anthidiini
    - Acedanthidium
    - Afranthidium
    - Afrostelis3
    - Anthidiellum
    - Anthidioma
    - Anthidium – Wolbijen
    - Anthodioctes
    - Apianthidium
    - Aspidosmia
    - Austrostelis
    - Aztecanthidium
    - Bathanthidium
    - Benanthis
    - Cyphanthidium
    - Dianthidium
    - Duckeanthidium
    - Eoanthidium
    - Epanthidium
    - Euaspis
    - Gnathanthidium
    - Hoplostelis
    - Hypanthidioides
    - Hypanthidium
    - Icteranthidium
    - Indanthidium
    - Larinostelis
    - Neanthidium
    - Notanthidium
    - Pachyanthidium
    - Paranthidium
    - Plesianthidium
    - Pseudoanthidium
    - Rhodanthidium
    - Serapista
    - Stelis – Tubebijen
    - Trachusa
    - Trachusoides
    - Xenostelis

  - Geslachtengroep Dioxyini
    - Aglaoapis
    - Allodioxys
    - Dioxys
    - Ensliniana
    - Eudioxys
    - Metadioxys
    - Paradioxys
    - Prodioxys

  - Geslachtengroep Megachilini
    - Coelioxys – Kegelbijen
    - Megachile – Behangersbijen
    - Radoszkowskiana

  - Incertae sedis
    - Neochalicodoma
    - Stellenigris